# Costa Valle Imagna
Costa Valle Imagna är en ort och kommun i provinsen Bergamo i regionen Lombardiet i Italien. Kommunen hade 576 invånare (2018).